# Макшіївка
Макші́ївка — село в Україні, у Генічеській міській громаді Генічеського району Херсонської області. Наявне населення відсутнє. Колишній орган місцевого самоврядування — Сокологірненська сільська рада.

## Історія
Під час організованого радянською владою Голодомору 1932—1933 років померло щонайменше 4 жителі села.
Нині села Макшіївка не існує. Останній мешканець села Башенін Микола Костянтинович помер 18.08.1999 року. В селі не збереглося жодної будівлі. На кладовищі села знаходиться братська могила воїнів Радянської армії. Поранені в боях за Приазов'я в жовтні 1943 року радянські солдати та офіцери перебували в польових госпіталях. В січні 1944 року їх вирішили відправити на лікування в тил. 9 січня 1944 року спеціальний санітарний поїзд відправився зі станції Партизани, але біля станції Сокологірне потрапив під бомбардування ворожої авіації. В братській могилі поховані понад 60 осіб. Імена невідомі.
Згідно господарським книгам сільської ради за 1944—1946 рр. перші житлові будинки були збудовані в 1921 році. Пік будівництва припав на 1923 — 24 роки. Але саманні будинки (землянки) могли бути збудовані й раніше. Є версія, що село було назване в честь Мокшеевих — Мокшенових, спадкоємців Сокологірських. Дата заснування села залишається під питанням.
12 червня 2020 року, відповідно до Розпорядження Кабінету Міністрів України № 726-р «Про визначення адміністративних центрів та затвердження територій територіальних громад Херсонської області», увійшло до складу Генічеської міської громади.
17 липня 2020 року, в результаті адміністративно-територіальної реформи та ліквідації  колишнього Генічеського району увійшло до складу новоутвореного Генічеського району.
24 лютого 2022 року село тимчасово окуповане російськими військами під час російсько-української війни.

## Населення
Згідно з переписом УРСР 1989 року чисельність наявного населення села становила 13 осіб, з яких 8 чоловіків та 5 жінок.
За переписом населення України 2001 року в селі ніхто не мешкав.